# Pępowo (gmina)

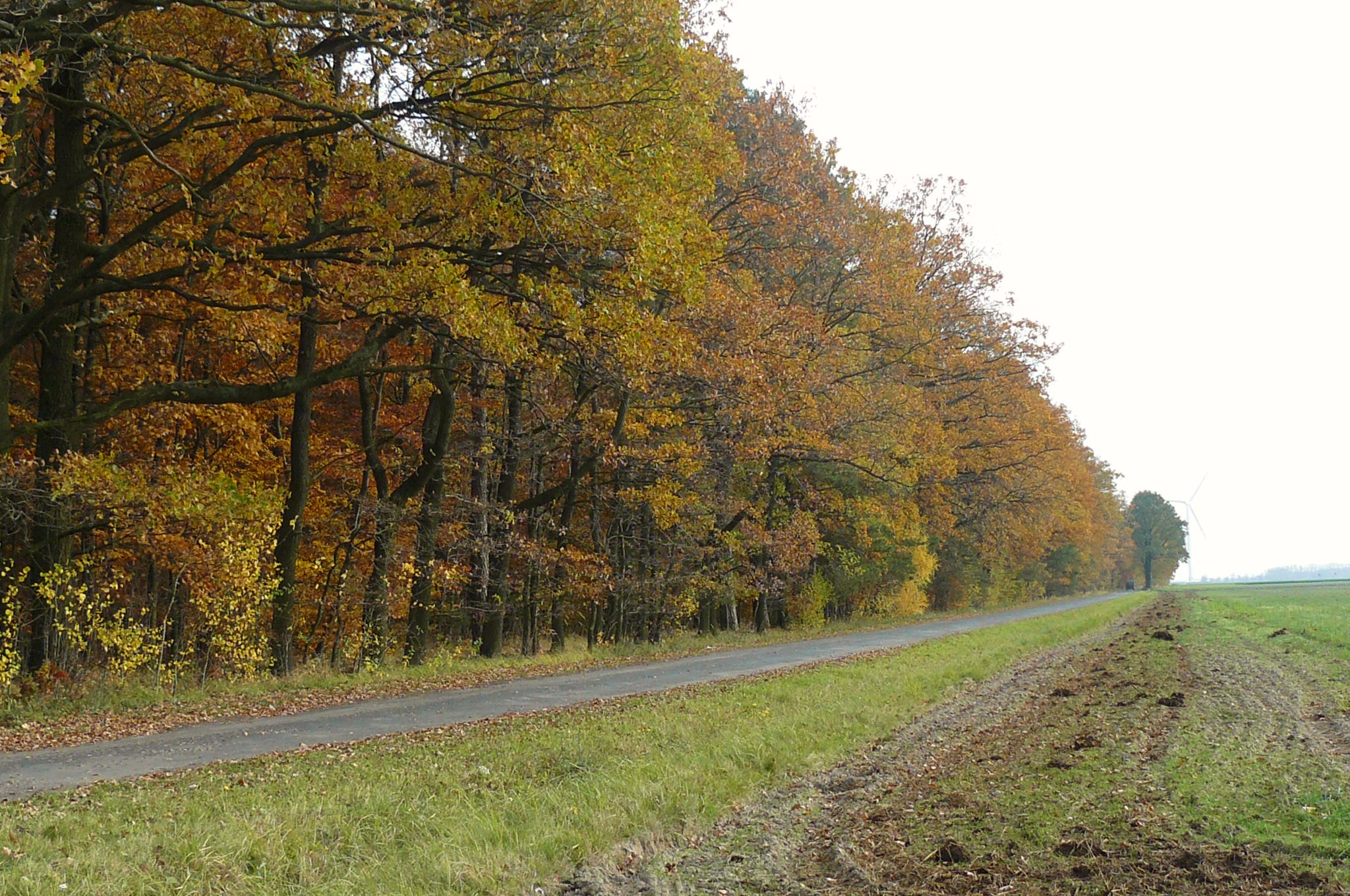
Krajobraz okolic Elęcina jesienią

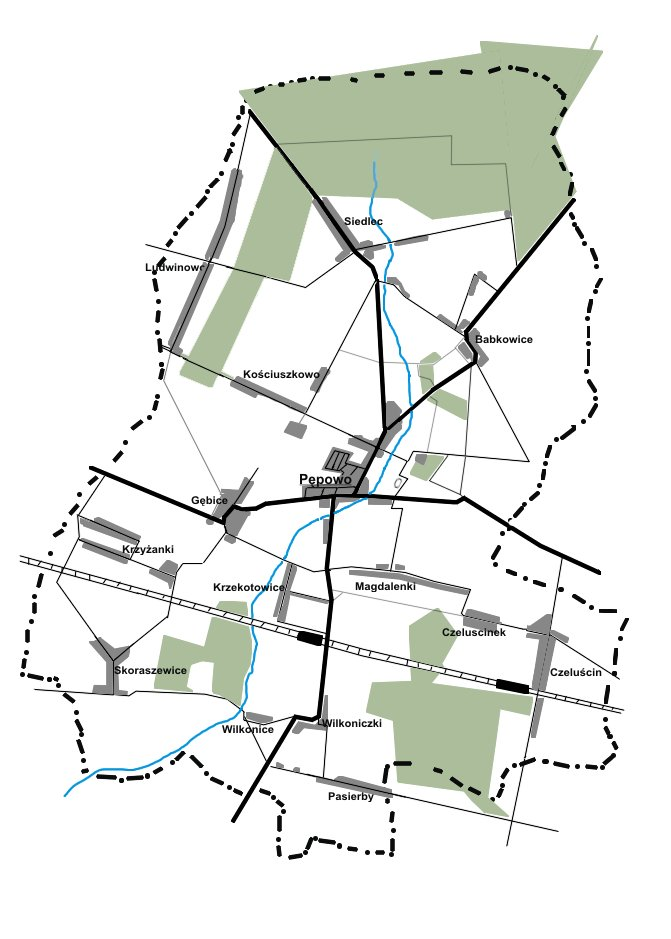
Plan gminy Pępowo

Pępowo – gmina wiejska w województwie wielkopolskim, w powiecie gostyńskim. W latach 1975–1998 gmina położona była w województwie leszczyńskim.
Siedziba gminy to Pępowo.
Według danych z 30 czerwca 2004 gminę zamieszkiwało 5985 osób. Natomiast według danych z 31 grudnia 2019 roku gminę zamieszkiwało 5948 osób.
Herb gminy: na tarczy dwudzielnej w słup w polu prawym złotym wieża kościelna czerwona na wzgórzu zielonym, w polu lewym czerwonym koń wspięty złoty.

## Struktura powierzchni
Według danych z roku 2002 gmina Pępowo ma obszar 86,71 km², w tym:
- użytki rolne: 73%
- użytki leśne: 20%

Gmina stanowi 10,7% powierzchni powiatu.

## Demografia

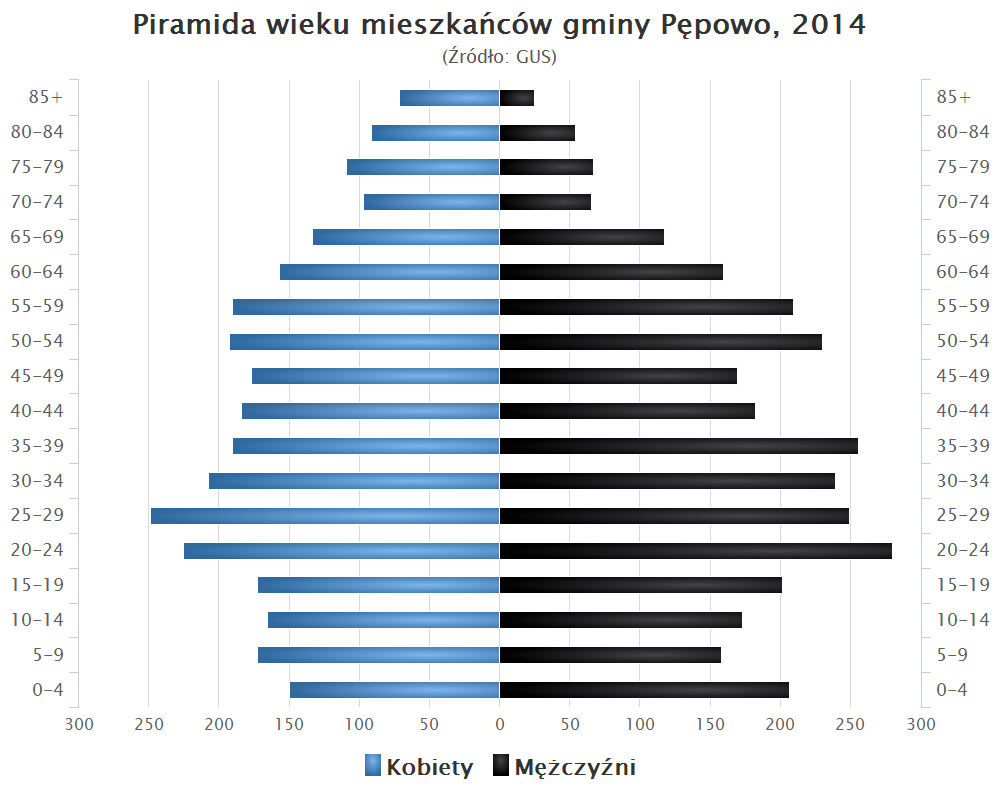
Piramida wieku mieszkańców gminy Pępowo w 2014 roku

Dane z 30 czerwca 2004:
| Opis                              | Ogółem | Ogółem | Kobiety | Kobiety | Mężczyźni | Mężczyźni |
| --------------------------------- | ------ | ------ | ------- | ------- | --------- | --------- |
| jednostka                         | osób   | %      | osób    | %       | osób      | %         |
| populacja                         | 5985   | 100    | 2963    | 49,5    | 3022      | 50,5      |
| gęstość zaludnienia (mieszk./km²) | 69     | 69     | 34,2    | 34,2    | 34,9      | 34,9      |

## Miejscowości na terenie gminy
W skład gminy wchodzi 13 wsi sołeckich:
- Babkowice
- Czeluścin
- Gębice
- Kościuszkowo
- Krzekotowice
- Krzyżanki
- Ludwinowo
- Magdalenki
- Pasierby
- Pępowo
- Siedlec
- Skoraszewice
- Wilkonice

Miejscowość bez statusu sołectwa: Bielawy, Czeluścinek, Czerwona Róża – osada leśna

## Sąsiednie gminy
- Jutrosin, Kobylin, Krobia, Miejska Górka, Piaski, Pogorzela

## Miasta partnerskie
- Dodewaard  Holandia